# Nagata (métro municipal de Kobe)
Pour les articles homonymes, voir Nagata (homonymie).
Nagata (長田駅, Nagata-eki) est une station de la ligne Seishin-Yamate du métro municipal de Kobe. Elle est située dans l'arrondissement Nagata de Kobe, dans la préfecture de Hyōgo au Japon. Elle dessert notamment le sanctuaire Nagata-jinja.
Mise en service en 1983, elle est desservie par les rames de la ligne Seishin-Yamate.

## Situation sur le réseau

Plan du métro.

Établie en souterrain, Nagata est une station de passage de la ligne Seishin-Yamate (verte) du métro municipal de Kobe. Elle est située entre la station Kamisawa, en direction du terminus est Shin-Kōbe, et la station Shin-Nagata, en direction du terminus ouest Seishin-chūō.
Elle dispose de deux quais latéraux encadrant les deux voies de la ligne.

## Histoire
La station Nagata est mise en service le 17 juin 1983, lorsque le Bureau des transports municipaux de Kobe ouvre à l'exploitation du prolongement de Shin-Nagata à Ōkurayama,.
En 2015, la fréquentation journalière de la station est de 5 843 voyageurs.
| 2010  | 2011  | 2012  | 2013  | 2014  | 2015  |
| 5 549 | 5 418 | 5 436 | 5 891 | 5 817 | 5 843 |

## Services aux voyageurs

### Accès et accueil
La station dispose de cinq accès équipés d'escaliers et deux ascenseurs pour faire le lien entre la surface et le la billetterie et le contrôle du niveau -1. Pour accéder aux quais elle est équipée d'escaliers, d'escaliers mécaniques et d'ascenseurs faisant le lien entre le niveau -1 et les quais latéraux du niveau -2. La station est accessible aux personnes à la mobilité réduite, y compris la correspondance souterraine avec la gare de Kōsoku Nagata.

Installations
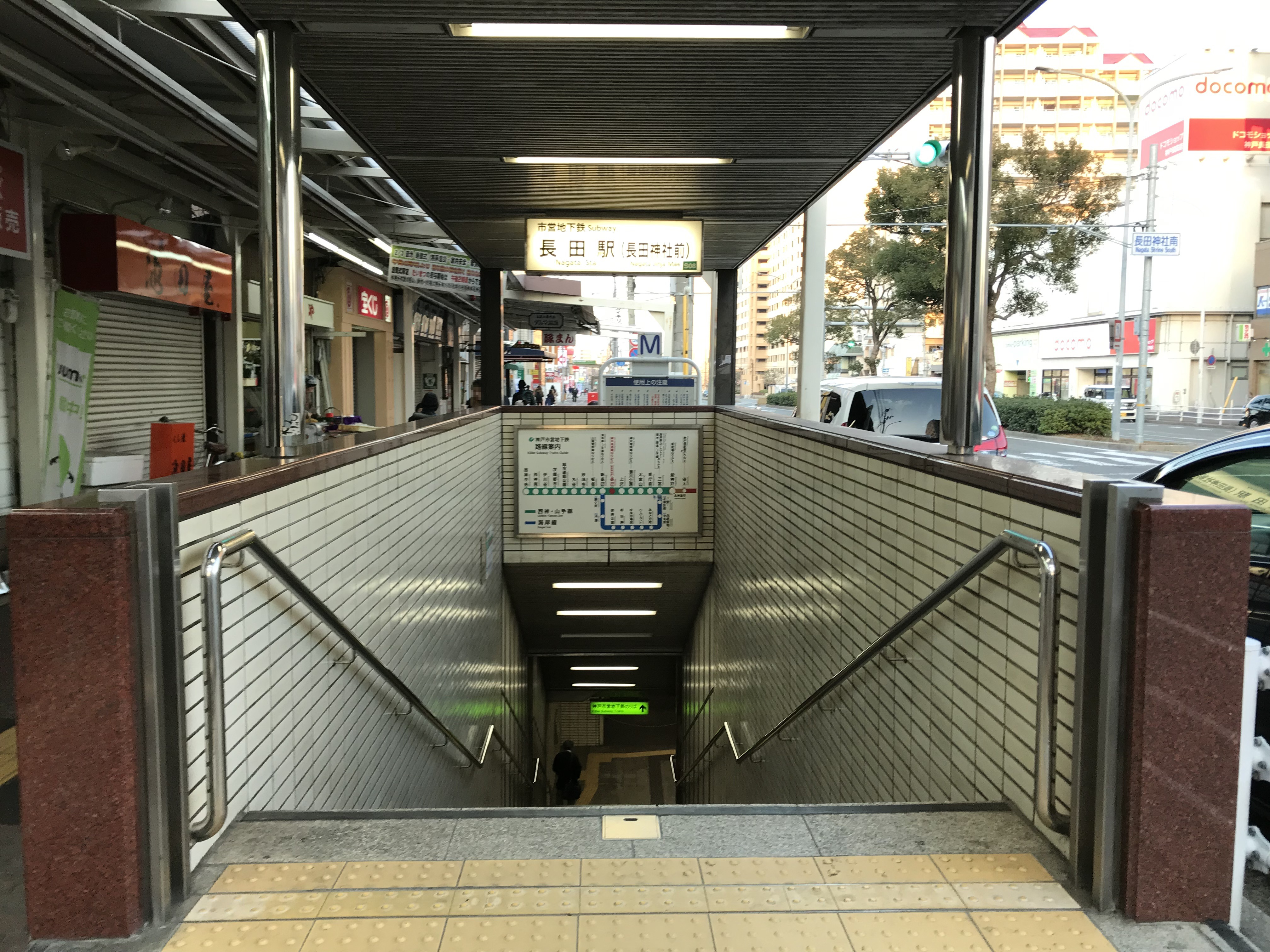
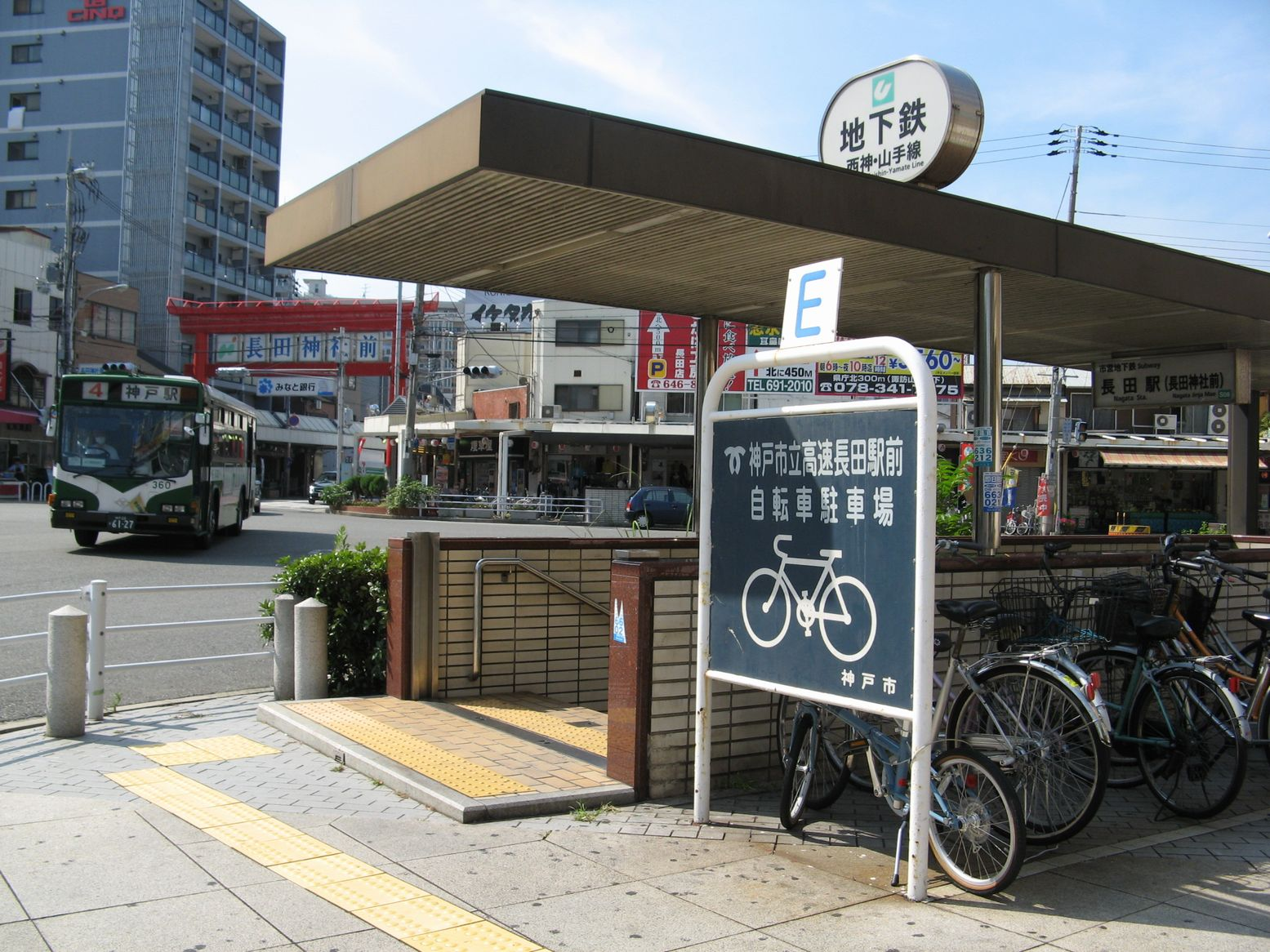
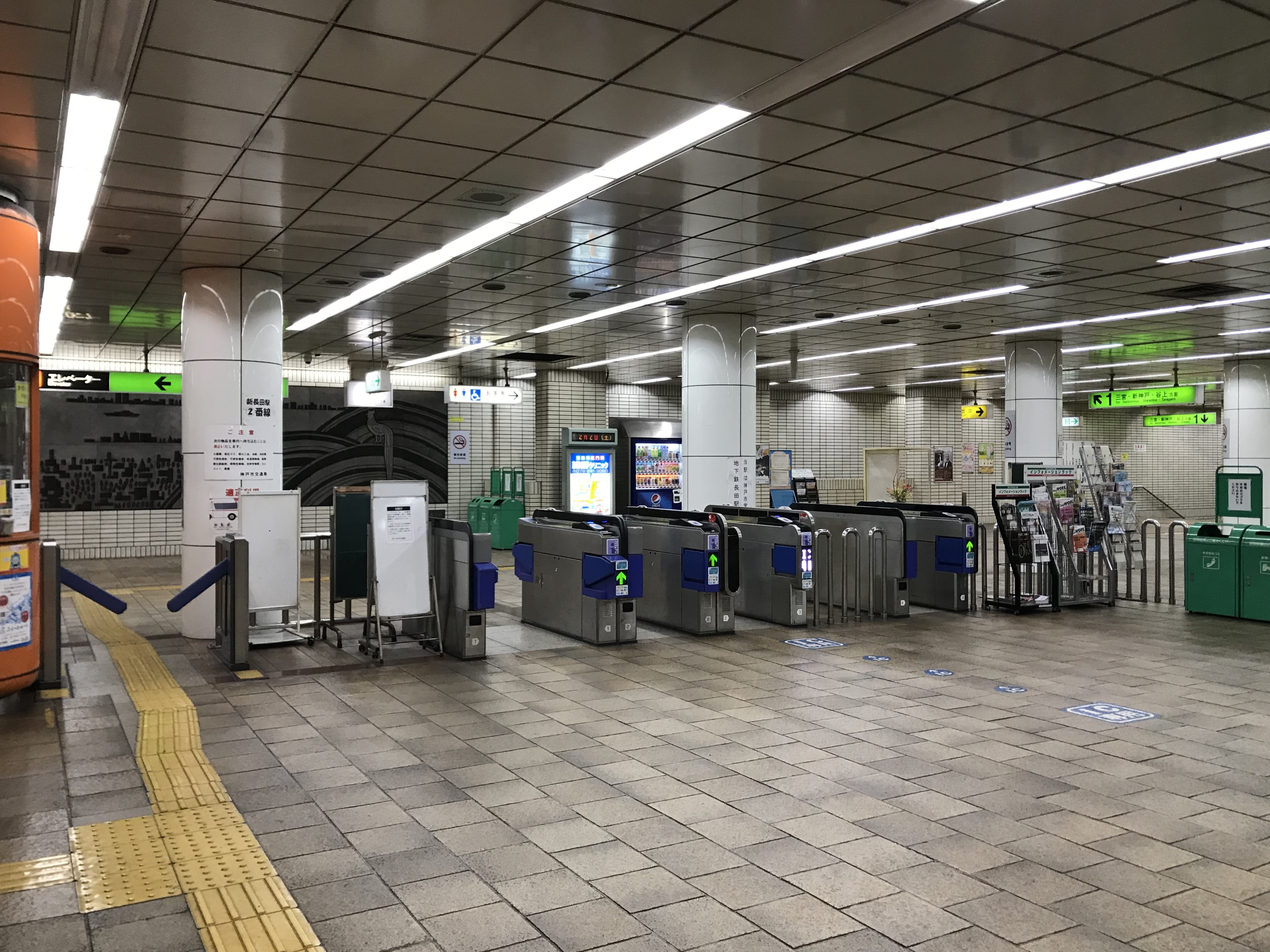

### Desserte
Nagata est desservie par les rames de la ligne Seishin-Yamate.
| N° de voie | Ligne          | Direction                      |
| ---------- | -------------- | ------------------------------ |
| 1          | Seishin-Yamate | Sannomiya・Shin-Kobe・Tanigami |
| 2          | Seishin-Yamate | Myōdani・Seishin-chūō          |

Installations et desserte
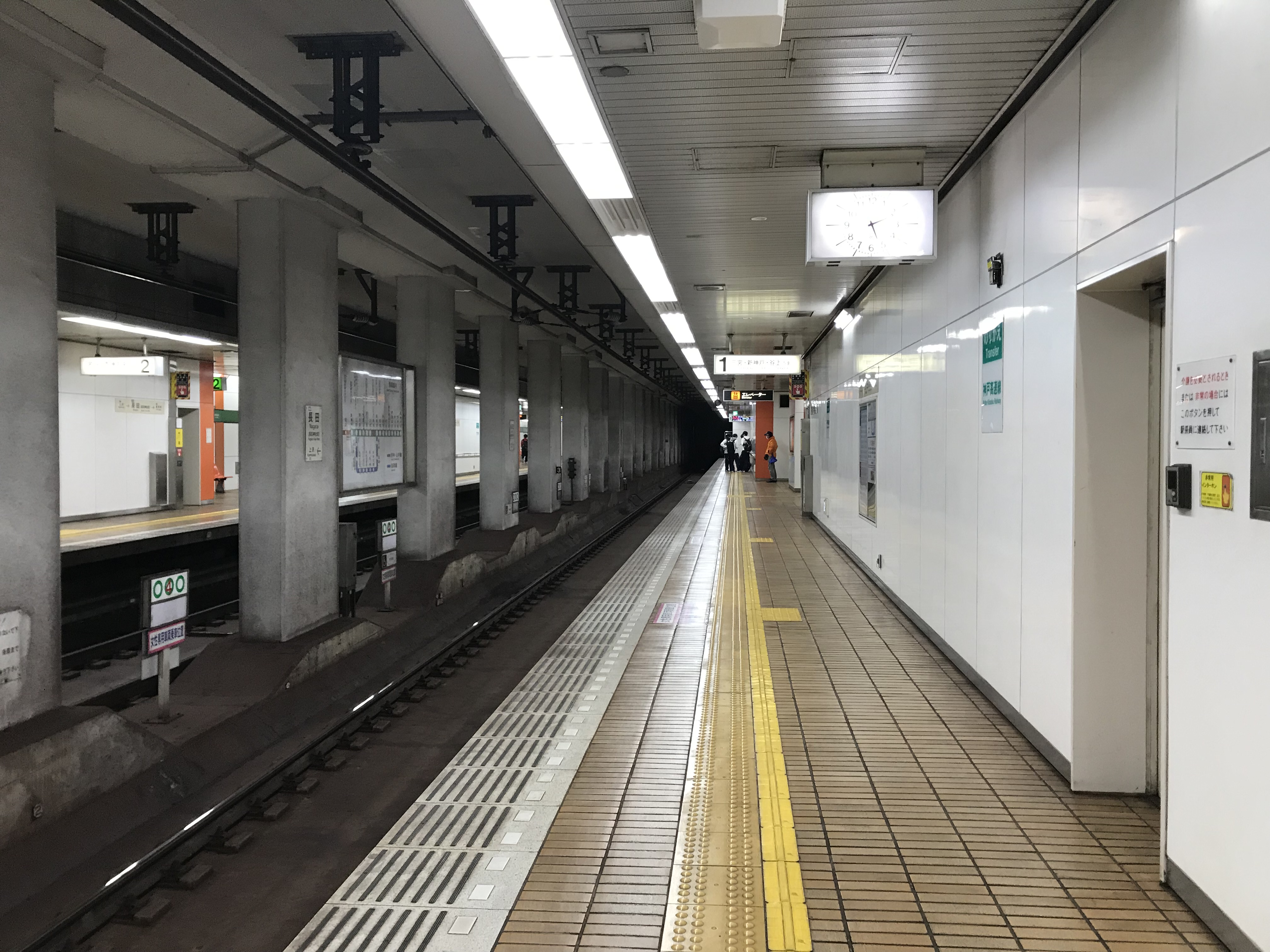
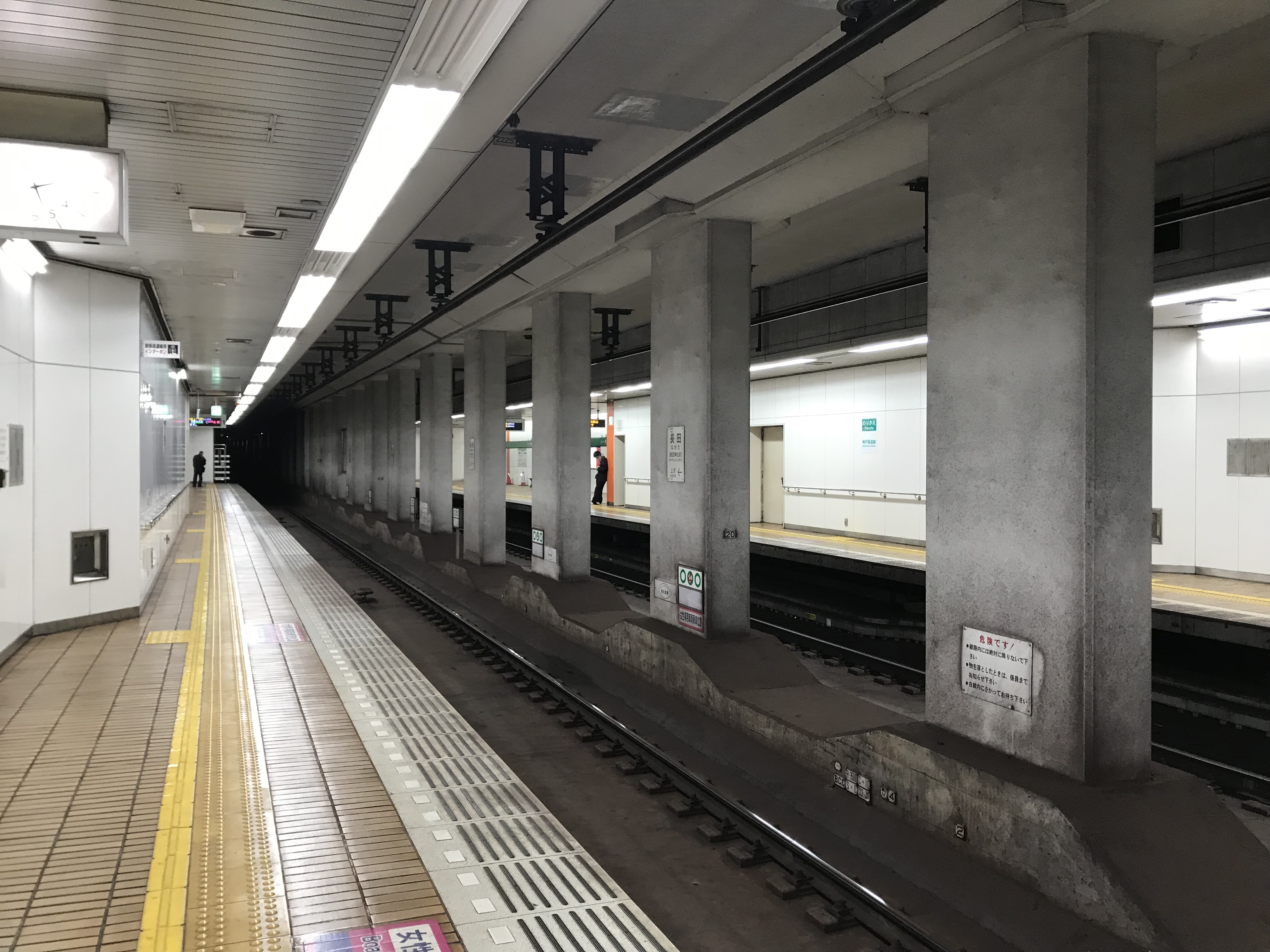
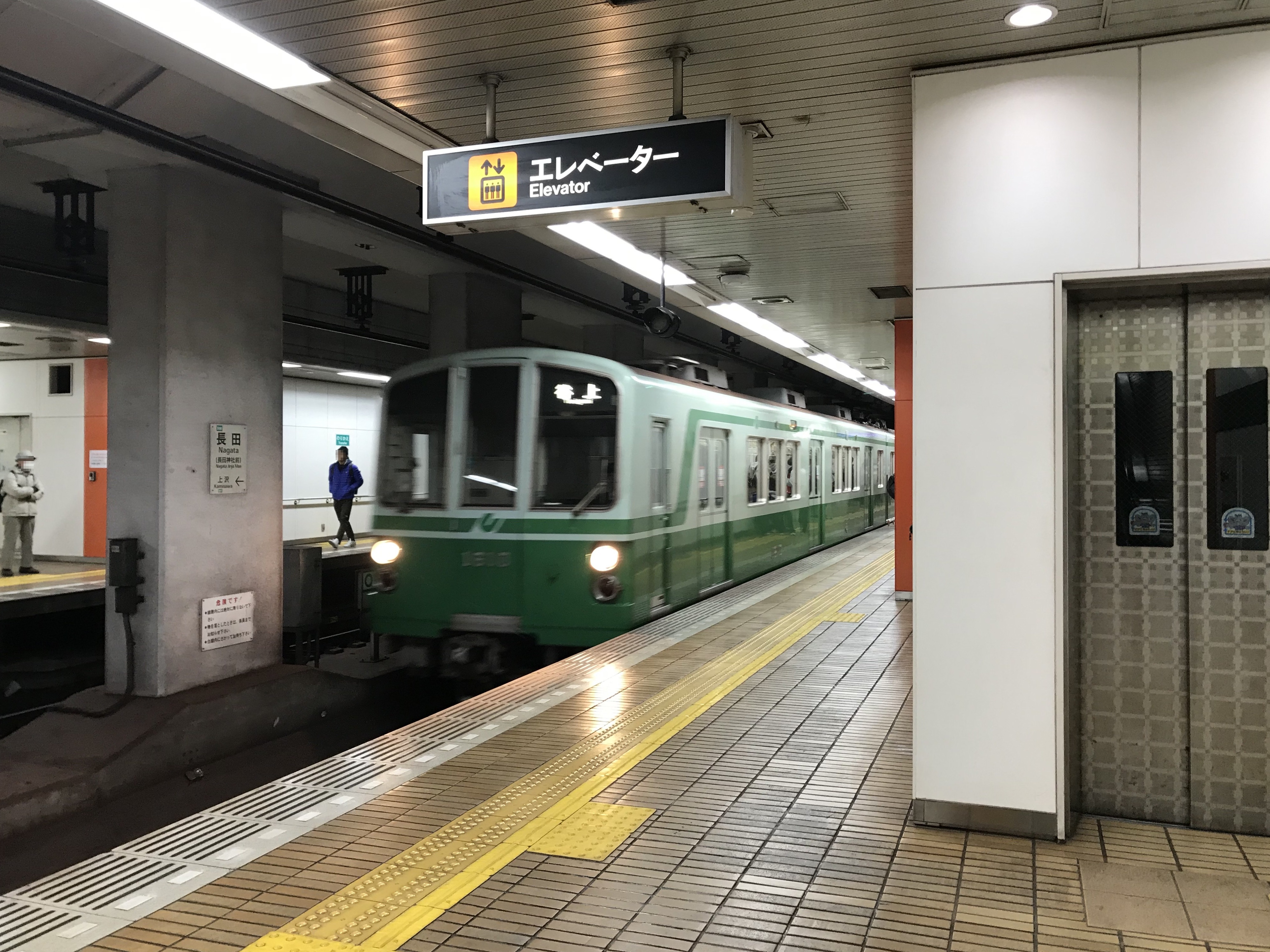

### Intermodalité
Elle est en correspondance avec la gare de Kōsoku Nagata de la ligne Hanshin Kobe Kosoku. Des bus urbains de la ville de Kobe desservent également cette station.

## À proximité
La gare permet d'accéder à plusieurs lieux remarquables, notamment le sanctuaire shinto Nagata-jinja